# 権田次良
権田 次良（ごんだ じろう、1911年6月15日 - 1973年4月21日）は、日本の経営者。大阪商船三井船舶(現在の商船三井)社長を務めた。

## 経歴
愛知県常滑市出身。1935年に東京帝国大学法学部法科を卒業。
三井物産での勤務を経て、1947年に三井船舶に転じ、1960年5月に取締役、1962年10月に常務、1970年5月に副社長を経て、1972年5月に社長に就任
1973年4月21日、胃癌のために死去。61歳没。